# Agrippino di Cartagine
Agrippino (fl. III secolo) è stato vescovo di Cartagine.

## Biografia
Agrippino occupò questo sacro ufficio approssimativamente tra il 230 e 240.
Durante il suo episcopato si trovò a dirimere una pressante controversia che era sorta in seno alla Chiesa africana, riguardo alla condizione di coloro i quali si convertivano dopo essere stati scismatici o eretici. Infatti se questi, prima di aderire alla nuova dottrina, erano stati cristiani, la disciplina ecclesiastica ammetteva il loro ritorno nella comunità, dopo aver scontato un'adeguata penitenza per i loro peccati, ma controversa era la decisione riguardo a coloro i quali erano stati battezzati al di fuori della Chiesa.
Per risolvere tale problema, Agrippino convocò i vescovi di Numidia e Africa per il primo concilio d'Africa, che si svolse probabilmente tra il 230 e il 235. Dal concilio emerse la necessità di ribattezzare tali persone, poiché gli eretici, non avendo in sé la vera fede, non potevano assolvere a tale compito, essendo l'acqua da loro benedetta incapace di mondare gli uomini dal peccato originale.
Le conclusioni a cui il concilio era arrivato furono tuttavia discordi da quelle ufficiali della Chiesa cattolica la quale, giudicando Agrippino e gli altri vescovi in buona fede, decise di non creare nuovi scismi all'interno del cattolicesimo. Cinquant'anni dopo Cipriano nei suoi scritti difese  Agrippino definendolo bonae memoriae vir e anche Agostino d'Ippona, in un'opera contro i Donatisti, difese il vescovo affermando che, anche se era caduto in errore, non aveva comunque rotto l'unità della Chiesa.